# Зубарєв Володимир Юрійович
Володимир Зубарєв (рос. Зубарев Владимир Юрьевич, нар. 5 січня 1993, Волгоград) — російський футболіст, півзахисник клубу «Уфа».
Виступав, зокрема, за другу команду московського «Спартака».

## Ігрова кар'єра
У дорослому футболі дебютував 2010 року виступами за другу команду клубу «Спартак» (Москва).
До складу клубу «Уфа» приєднався 2016 року. Відтоді встиг відіграти за уфимську команду 12 матчів в національному чемпіонаті.